# راجدهانی، کوتلی
راجدهانی (به انگلیسی: Rajdhani) یک روستا در پاکستان است که در ناحیه کوتلی واقع شده‌است. راجدهانی ۶۲۰ متر بالاتر از سطح دریا واقع شده‌است.